# Камень-на-Оби (аэродром)
Камень-на-Оби — бывший военный аэродром вблизи города Камень-на-Оби, Алтайский край. Используется как посадочная площадка при авиационных работах.

## История
Аэродром был построен в 1970 году. До середины 1990-х годов на аэродроме базировался 96-й учебный авиационный полк Барнаульского ВВАУЛ имени К. А. Вершинина (самолёты Aero L-39 «Albatros»). 14 сентября 1970 года на аэродром прибыли первые самолёты. Первым приземлившимся самолётом стал Як-28 бортовым номером 32 под командованием командира полка подполковника А. Д. Дунаковского, после чего совершили посадку другие экипажи. Остальные лётные группы прибыли с трехдневным интервалом. Зимой того же года начались первые полеты. При этом перед полетами были сформированы 3 авиационных эскадрильи. Осенью 1971 года был произведен первый выпуск лётчиков-инженеров на самолёте Як-28, а 1984 году — первый выпуск летчиков-инженеров на самолёте МиГ-21.
С 1970 по 1983 года на аэродроме базировались самолёты Як-28, а с 1983 по 1991 год — самолёты МиГ-21.
В 2014 году Министерство обороны предложило использовать аэродром для нужд региональной малой авиации.